# شیار عصبی
شیار عصبی (به انگلیسی: Neural groove)، یک شیار میانی کم‌عمق از صفحه عصبی بین چین‌های عصبی رویان است. صفحه عصبی ورقه‌ای کلفت از اکتودرم است که از دو سو توسط چین‌های عصبی احاطه شده‌است، دو برجستگی طولی در مقابل رگه آغازین جنین در حال رشد.
شیار با بالا رفتن چین‌های عصبی به تدریج عمیق‌تر می‌شود و در نهایت چین‌ها در خط میانی به هم می‌رسند و به هم می‌پیوندند و شیار را به یک لوله بسته، به نام لوله عصبی یا کانال تبدیل می‌کنند که دیواره اکتودرمی آن پایهٔ دستگاه عصبی را تشکیل می‌دهد.